# Сималурці

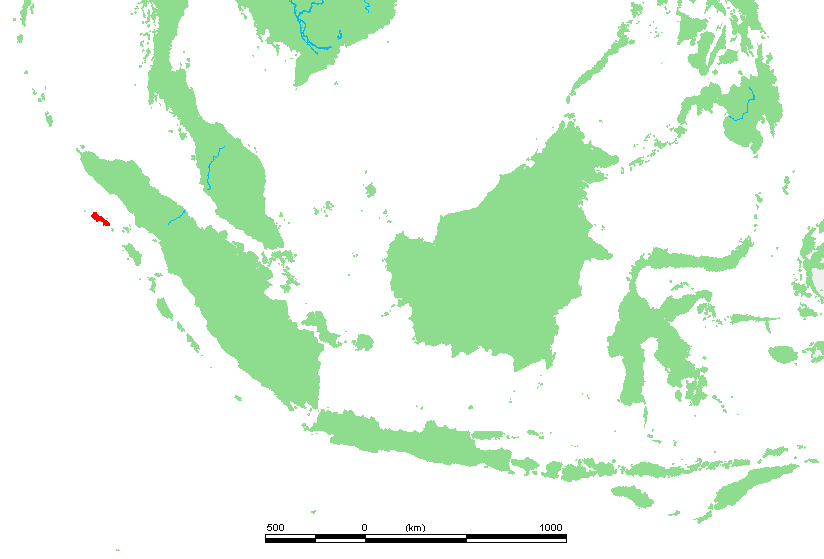
Розташування острова Симьолуе на мапі Індонезії (позначений червоним).

Сималурці (інші назви: симьолуе, сихуле, деваян, індонез. Suku Devayan) — народ в Індонезії. Живуть на острові Симьолуе (індонез. Pulau Simeulue, застаріла назва — Сималур), розташованому на захід від острова Суматра в межах провінції Ачех.
2010 року чисельність сималурців становила 66 495 осіб (1,49 % населення провінції Ачех).
Говорять сималурською мовою (симьолуе), що належить до північносуматранської групи малайсько-полінезійських мов австронезійської сім'ї.
За релігією — мусульмани-суніти.
Сималурці протягом тривалого часу змішувалися з ачинцями, мінангкабау, малайцями, що селилися на острові. Результатом стало щезання традиційної сималурської культури, близької до культури ніасців.
Основне заняття сималурців — заливне рисівництво. Розводять буйволів для експорту в Ачех.